# سرگئی پستریف
سرگئی پستریف (روسی: Сергей Петрович Пестерев؛ ۱۲ ژانویهٔ ۱۸۸۸ – ۲ مهٔ ۱۹۴۲) دوچرخه‌سوار اهل امپراتوری روسیه بود.